# Новые Кривотулы
Но́вые Кривоту́лы (укр. Нові Кривотули) — село в Тысменицкой городской общине Ивано-Франковского района Ивано-Франковской области Украины.
Население по переписи 2001 года составляло 1008 человек. Занимает площадь 8,15 км². Почтовый индекс — 77473. Телефонный код — 03436.